# The Great Stone War
The Great Stone War é o segundo álbum de estúdio da banda de deathcore Winds of Plague. Foi lançado em 11 de agosto de 2009 pela Century Media Records. O álbum também marca a estréia de gravação do baterista Art Cruz ea tecladista Kristen Randall. The Great Stone War vendeu cerca 6.300 cópias em sua primeira semana de lançamento e estreou no nº 73 na Billboard 200. O álbum conta com os singles "Approach the Podium" e "Chest and Horns" e com participações de Mitch Lucker, Martin Stewart e John Mishima.

## Lista da trilha
| N.º            | Título                                                   | Duração |  |
| 1.             | "Earth"                                                  | 1:30    |  |
| 2.             | "Forged in Fire" (Com Martin Stewart do Terror)          | 3:35    |  |
| 3.             | "Soldiers of Doomsday"                                   | 4:06    |  |
| 4.             | "Approach the Podium"                                    | 3:40    |  |
| 5.             | "Battle Scars"                                           | 3:25    |  |
| 6.             | "Chest and Horns" (Com John Mishima)                     | 4:00    |  |
| 7.             | "Creed of Tyrants"                                       | 2:45    |  |
| 8.             | "Our Requiem"                                            | 4:14    |  |
| 9.             | "Classic Struggle" (Com Mitch Lucker do Suicide Silence) | 3:20    |  |
| 10.            | "The Great Stone War"                                    | 4:17    |  |
| 11.            | "Tides of Change"                                        | 2:25    |  |
| Duração total: | Duração total:                                           | 37:17   |  |

| iTunes bonus tracks |                             |         |  |
| N.º                 | Título                      | Duração |  |
| 12.                 | "Halloween" (Misfits cover) | 1:52    |  |

## Créditos
| Winds of Plague - Jonathan "Johnny Plague" Cooke - vocal - Nick Eash - guitarra - Nick Piunno - guitarra - Andrew Glover - baixo - Art Cruz - bateria - Kristen Randall - teclado | Produção - Daniel Castleman - produtor e engenheiro de mix - Andrew Glover - Engenheiro Assistente - Tue Madsen - mixagem e masterização - Brian Lawlor - arranjos orquestrais - Ryan Kelly - arranjos orquestrais - Par Olofsson - arte-final |